# Méthode d'alto (Woldemar)
Il Méthode d'alto è un trattato didattico per viola pubblicato da Michel Wodemar intorno al 1795.
Il metodo comincia con nozioni musicali di base, riassunte in un'unica pagina, e illustra l'estensione dello strumento con una scala di do di tre ottave e una sesta, presentando nove posizioni per coprirla, ma consiglia di non superare la terza posizione negli esercizi. Vengono poi presentate infatti le diteggiature per le prime tre posizioni, incluse estensioni del quarto dito, e con intervalli spezzati di seconda, terza, quarta, sesta e ottava. Il metodo affronta problemi tecnici comuni e fornisce brevi esempi, ma non da molte indicazioni pratiche per la realizzazione, rendendolo non facilmente applicabile a tutti i livelli di preparazione. Il metodo è infatti pensato per studenti già familiari con la tecnica del violino e la teoria musicale generale. Il metodo presenta infatti difficoltà a due livelli differenti: parti di accompagnamento non impegnative tecnicamente, e molto comuni per la viola nella musica dell'epoca, e parti tecnicamente più complete, per preparare alle musiche veramente virtuosistiche che si trovavano nel repertorio solistico per viola, pur in misura minore rispetto al volino. Il metodo presenta alcuni elementi interessanti per l'epoca, come la scala di quarti di tono o la trattazione degli armonici. Questi ultimi sono una novità nei metodi per viola: Woldemar aveva già esposto l'argomento nel suo metodo per violino, e qui lo riprende semplicemente trasportando una quinta sotto. L'argomento era raramente trattato all'epoca anche nei metodi per violino, e sarà sviluppato seriamente a partire da Paganini e da Mazas.
Seguono ancora sette pagine di esercizi e scale sotto forma di duo, dove il maestro accompagna al violino lo studente. Le ultime tre pagine contengono un tema con variazioni, che è l'unica parte musicale della raccolta. Il tema è una Polacca a Tempo di Minuetto, seguita da otto variazioni di difficoltà crescente. La prima si incentra sul controllo dell'arco nelle arcate lunghe, mentre nella seconda la viola suona abbellimenti sul tema del violino. Nell'ultima variazione la viola accompagna una melodia del violino con degli arpeggiati basati sul tema iniziale.